# كالفين بوث
كالفين بوث (بالإنجليزية: Calvin Booth) مواليد 7 مايو 1976 في رينولدزبورغ، هو لاعب كرة سلة أمريكي سابق بدأ مسيرته الاحترافية في سنة 1999. تم اختياره من قبل فريق واشنطن ويزاردز خلال الدرافت وحمل الرقم 52. يبلغ طوله 6 قدم 11 بوصة (2.1 م). حقق المركز الأول في ألعاب النوايا الحسنة 1998. اعتزل اللعب في 2009.

## المسيرة الاحترافية
لعب مع واشنطن ويزاردز من سنة 1999 إلى 2001، ثم لعب مع دالاس مافيريكس في سنة 2001، ثم لعب مع سياتل سوبرسونيكس من سنة 2001 إلى 2004، ثم لعب مع دالاس مافيريكس في موسم 2004–2005، ثم لعب مع ميلووكي باكز في سنة 2005، ثم لعب مع واشنطن ويزاردز من سنة 2005 إلى 2007، ثم لعب مع فيلادلفيا سفنتي سيكسرز في موسم 2007–2008، ثم لعب مع مينيسوتا تمبر ولفز في موسم 2008–2009، ثم لعب مع سكرامنتو كينغز في سنة 2009.

## الميداليات
| الميدالية | المسابقة                  |
| --------- | ------------------------- |
| ذهبية     | ألعاب النوايا الحسنة 1998 |
| ذهبية     | ألعاب النوايا الحسنة 2001 |

## إحصائيات المسيرة

### الموسم الاعتيادي
| السنة   | الفريق                 | لعب | بدأ  | دقيقة | ميداني% | ثلاثية | حرة  | ارتداد | صنع | استلاب | تصدي | نقطة |
| ------- | ---------------------- | --- | ---- | ----- | ------- | ------ | ---- | ------ | --- | ------ | ---- | ---- |
| 1999–00 | واشنطن ويزاردز         | 11  | 0    | 13.0  | .348    | .000   | .714 | 2.9    | .6  | .3     | 1.3  | 3.8  |
| 2000–01 | واشنطن                 | 40  | 22   | 16.0  | .440    | .000   | .733 | 4.4    | .6  | .4     | 2.0  | 4.5  |
| 2000–01 | دالاس مافيريكس         | 15  | 7    | 19.5  | .548    | .000   | .606 | 4.8    | 1.3 | .8     | 2.0  | 7.5  |
| 2001–02 | سياتل سوبرسونيكس       | 15  | 15   | 18.6  | .427    | .000   | .958 | 3.6    | 1.1 | .4     | .9   | 6.2  |
| 2002–03 | سياتل                  | 47  | 0    | 12.2  | .437    | .000   | .723 | 2.3    | .3  | .2     | .7   | 2.9  |
| 2003–04 | سياتل                  | 71  | 35   | 17.0  | .466    | .000   | .798 | 3.9    | .4  | .2     | 1.4  | 4.9  |
| 2004–05 | دالاس مافيريكس         | 34  | 1    | 7.7   | .430    | .000   | .875 | 1.7    | .1  | .3     | .5   | 2.4  |
| 2004–05 | ميلووكي باكز           | 17  | 0    | 11.1  | .517    | .000   | .750 | 2.9    | .2  | .2     | .7   | 2.5  |
| 2005–06 | واشنطن ويزاردز         | 33  | 2    | 7.6   | .426    | .500   | .556 | 1.6    | .4  | .3     | .3   | 1.4  |
| 2006–07 | واشنطن                 | 44  | 1    | 8.6   | .470    | .500   | .600 | 1.8    | .4  | .1     | .7   | 1.6  |
| 2007–08 | فيلادلفيا سفنتي سيكسرز | 31  | 0    | 6.6   | .333    | .000   | .600 | 1.2    | .3  | .2     | .6   | .8   |
| 2008–09 | مينيسوتا تمبر ولفز     | 1   | 0    | 1.0   | .000    | .000   | .000 | 1.0    | .0  | .0     | .0   | .0   |
| 2008–09 | سكرامنتو كينغز         | 7   | 0    | 7.9   | .500    | .000   | .750 | 1.4    | .0  | .1     | .3   | 2.3  |
| المسيرة |                        | 83  | 12.2 | .451  | .222    | .748   | 2.8  | .4     | .3  | .9     | 3.3  |      |

### الأدوار الإقصائية
| السنة   | الفريق         | لعب | بدأ | دقيقة | ميداني% | ثلاثية | حرة  | ارتداد | صنع | استلاب | تصدي | نقطة |
| ------- | -------------- | --- | --- | ----- | ------- | ------ | ---- | ------ | --- | ------ | ---- | ---- |
| 2000–01 | دالاس مافيريكس | 10  | 0   | 13.7  | .405    | .000   | .889 | 2.8    | .2  | .7     | .6   | 3.8  |
| 2006–07 | واشنطن ويزاردز | 1   | 0   | 18.0  | .667    | .000   | .000 | 4.0    | 1.0 | 1.0    | .0   | 4.0  |
| المسيرة |                | 11  | 0   | 14.1  | .425    | .000   | .889 | 2.9    | .3  | .7     | .6   | 3.8  |

## روابط خارجية
- كالفين بوث على موقع إن بي أي (الإنجليزية)
- كالفين بوث على موقع سبورتس رفرنس (الإنجليزية)
- كالفين بوث على موقع كرة السلة الأوروبية.كوم (الإنجليزية)
- كالفين بوث على موقع كلية كرة السلة في سبورتس رفرنس.كوم (الإنجليزية)
- كالفين بوث على موقع ريلجم (الإنجليزية)
- كالفين بوث على موقع بروبوليرز (الإنجليزية)